# Rubén Merighi
Rubén Merighi (Rosario, 3 aprile 1941) è un ex calciatore argentino, di ruolo centrocampista o attaccante.
Ha giocato nel suo paese d'origine con i Newell's Old Boys ed a lungo nel campionato italiano, in particolare per nove stagioni con il Modena in Serie A e Serie B.

## Palmarès
- Coppa Italia: 1

Torino: 1967-1968